# José Bernales Urmeneta
José de los Dolores Bernales Urmeneta (Santiago, 11 de abril de 1817- Santiago, 2 de marzo de 1896) fue un abogado, juez y político chileno.

## Familia y estudios
Nació en 1817, hijo de Francisco Bernales Trucíos y María Dolores Urmeneta Astaburuaga. Hermano de Mariano Bernales Urmeneta. 
Estudió en el Instituto Nacional. El 17 de diciembre de 1838 se graduó de bachiller en Cánones y Leyes por la Universidad de San Felipe. El 6 de marzo de 1839 ingresó a la Academia de Leyes y Practica Forense, egresó el 16 de marzo de 1841. Juró de abogado el 16 de abril de 1841.
Se casó con Delfina Mancheño Elizalde con quien tuvo seis hijos.

## Carrera judicial y política
En 1841 fue nombrado juez de Letras, cargo que desempeñó en distintos lugares. Fue elegido diputado suplente por Ancud, por el período 1855-1858. No se incorporó pues el 22 de diciembre de 1855 fue nombrado como juez en lo Civil de Santiago.
El 23 de julio de 1869 fue nombrado ministro suplente de la Corte de Apelaciones de Santiago. En 1873 asumió como ministro de la Corte de Apelaciones de Santiago.
Entre el 16 de mayo de 1880 y el 30 de junio de 1890 se desempeñó como ministro de la Corte Suprema, cargo en el que jubiló. Preside dicha Corte en 1884 y 1888. En su calidad de ministro de la Corte Suprema fue nombrado consejero de Estado por decreto del 3 de abril de 1882. Asistió a las sesiones entre el 20 de abril de 1882 y el 19 de septiembre de 1886.